# Deji Akinwande
Deji Akinwande es un profesor nigeriano-estadounidense de Ingeniería Eléctrica e Informática con afiliación de cortesía a Ciencia de Materiales en la Universidad de Texas en Austin. Recibió el Premio Presidencial de Carrera Temprana para Científicos e Ingenieros en 2016 de manos de Barack Obama. Es miembro de la Sociedad Estadounidense de Física, la Academia Africana de Ciencias, la Materials Research Society (MRS) y el Institute of Electrical and Electronics Engineers.

## Biografía
Nació en Washington D. C. y se mudó a Nigeria en sus primeros años. Creció en Ikeja con sus padres. Su padre era el interventor financiero de Guardian News y su madre trabajaba en el Ministerio de Educación. Asistió al Federal Government College, Idoani y se interesó por la ciencia y la ingeniería.
Regresó a Estados Unidos en 1994, comenzó en el colegio comunitario de Cuyahoga y finalmente se transfirió a la Universidad Case de la Reserva Occidental para estudiar ingeniería eléctrica y física aplicada. Durante su maestría, fue pionero en el diseño de puntas de microondas de campo cercano para obtener imágenes no destructivas. Fue aceptado en la Universidad Stanford como estudiante de posgrado, donde trabajó en las propiedades electrónicas de materiales a base de carbono.
Fue seleccionado como miembro de la Fundación Alfred P. Sloan durante su doctorado. También fue seleccionado como miembro de DARE (Diversifying Academia, Recruiting Excellence) en 2008. Completó su doctorado en 2009. Se incorporó a la Universidad de Texas en Austin en 2010 como profesor asistente en enero de 2010 y recibió subvenciones de investigación de varias agencias, incluida la Fundación Nacional de Ciencias (NSF), la Oficina de Investigación Naval, entre otras.
Fue nombrado miembro senior del Instituto de Ingenieros Eléctricos y Electrónicos (IEEE) en 2013. Es miembro de la Junta de Editores Revisores de Science, editor asociado de ACS Nano, editor de la revista Nature npj 2D Materials and Applications y ex editor de IEEE Electron Devices Letters. Ha impartido alrededor de una docena de charlas plenarias y magistrales, incluida la charla plenaria en la reunión anual SPIE de Óptica y Fotónica de 2017, donde analizó el progreso, las oportunidades y los desafíos de los dispositivos electrónicos 2D. Fue nombrado miembro de la Sociedad Estadounidense de Física en 2017 y miembro Fulbright en 2018.

## Investigación
Colaboró con Aixtron en el crecimiento, caracterización e integración de grafeno a escala de oblea. La colaboración demostró el crecimiento escalable de grafeno policristalino mediante deposición química de vapor, creando los primeros 300 obleas de mm. En 2011 publicó el primer libro de texto sobre física de dispositivos de grafeno y nanotubos de carbono con el profesor Philip Wong de la Universidad Stanford. Ha realizado varios avances en la electrónica de grafeno bidimensional. En 2015 demostró el primer transistor de siliceno bidimensional. El en colaboración con el grupo de Alessandro Molle en CNR, Italia, logró esto evaporando silicio en un cristal de plata, monitoreando el crecimiento en tiempo real mediante microscopía de efecto túnel. Este avance de la investigación fue seleccionado como una de las principales historias científicas de 2015 por la revista Discover.
Continuó demostrando los sensores electrónicos de tatuaje más delgados y transparentes hechos de grafeno en 2017, que tenían menos de 500 nm de espesor y 85% ópticamente transparente. Esta investigación se realizó en colaboración con el grupo de Nanshu Lu. Los tatuajes se pueden laminar sobre la piel humana como un tatuaje temporal, pero pueden medir electrocardiografía, electroencefalografía, temperatura e hidratación. Posteriormente, los tatuajes de grafeno se desarrollaron como una plataforma portátil para monitorear la presión arterial continuamente utilizando la modalidad de bioimpedancia publicada en Nature Nanotechnology en 2022.
Demostró el primer atomristor investigando la conmutación de resistencia no volátil utilizando una lámina atómica 2D de disulfuro de molibdeno. Sorprendentemente, el efecto memoria persiste hasta en un solo átomo. Los dispositivos pueden ser tan delgados como 1,5 nm y tienen aplicaciones en teléfonos inteligentes 5G y futuros 6G como interruptores de radiofrecuencia de potencia estática cero, Internet de las cosas y circuitos de inteligencia artificial. Se espera que el descubrimiento de la memoria en estos sistemas sea universal entre los materiales 2D.